# واصل لاهیجی
ملا محمد امین واصل لاهیجی از شاعران قرن ۱۱ بوده‌است. مدتی از عمر خویش را در تبریز و مشهد گذراند و سرانجام به اصفهان رفت و در مدرسه حاج محمد باقر مهابادی به ادامه تحصیل مشغول شد و در همین شهر نیز درگذشت. از وی شعرهایی هم به زبان گیلکی برجای مانده است.
از آثار وی خلوت راز است که بر وزن تحفه العراقین سروده شده‌است.